# Kenyentulus henanensis
Kenyentulus henanensis är en urinsektsart som beskrevs av Yin 1983. Kenyentulus henanensis ingår i släktet Kenyentulus och familjen lönntrevfotingar. Inga underarter finns listade i Catalogue of Life.